# The Wanted
I The Wanted sono una boy band britannico-irlandese proveniente da Londra. Il gruppo si è formato nel 2008 e comprende Max George, Siva Kaneswaran, Jay McGuiness, Nathan Sykes e, fino al 2022, anno del suo decesso, Tom Parker. Il loro singolo di debutto All Time Low ha raggiunto la prima posizione della classifica dei singoli più venduti nel Regno Unito nell'agosto 2010. Il loro album di debutto, The Wanted è stato pubblicato il 4 novembre 2011 ed ha raggiunto la quarta posizione nel Regno Unito.
Nel 2011 hanno pubblicato il singolo Gold Forever, estratto dal loro secondo album, Battleground parte degli introiti per questo brano sono stati devoluti in beneficenza all'associazione Comic Relief. Il secondo singolo dal nuovo album è stato Glad You Came, rimasto in vetta alle classifiche per due settimane nel Regno Unito  e per cinque settimane in Irlanda.

## Storia del gruppo

### 2009-2010: formazione eThe Wanted
Il gruppo The Wanted viene formato nel 2009 attraverso un grande casting indetto da Jayne Collins, la stessa donna che ha formato The Saturdays. I cinque prescelti hanno presto iniziato a lavorare sul loro album di debutto, a cui hanno collaborato Guy Chambers, Taio Cruz e Steve Mac. Il loro singolo di debutto All Time Low, prodotto da Mac e scritto insieme ad Ed Drewett, viene pubblicato nell'estate del 2010 ed entra nella Official Singles Chart direttamente alla prima posizione rimanendo nella top 40 per undici settimane. Il 23 agosto 2010 il gruppo conduce la trasmissione The Wanted's Best Brit Boys Top 20 in onda sul canale 4Music.  Il secondo singolo Heart Vacancy, scritto da Jonas Jeberg, Mich Hansen, Wayne Hector e Lucas Secon viene pubblicato il 17 ottobre 2010, raggiungendo il secondo posto della classifica britannica. L'album esce il 25 ottobre, arrivando fino alla quarta posizione dell'Official Albums Chart.
Nel novembre 2010 il gruppo parte per un tour nazionale che tocca le città di Wolverhampton, Nottingham, Londra, Newcastle, Manchester, Brighton, Cardiff, Plymouth, Bournemouth, Glasgow e Sheffield. Nello stesso periodo i The Wanted annunciano di aver firmato un contratto con la casa discografica statunitense Def Jam Records, che pubblicherà il loro album negli Stati Uniti nel 2011. Il terzo ed ultimo singolo estratto dal loro album di debutto, Lose My Mind è stato eseguito in anteprima ad X Factor per poi raggiungere la 19ª posizione nella UK Singles Chart.

### 2011-2014:BattlegroundeThe Wanted EP
Nel gennaio 2011 il gruppo ha iniziato la preparazione del loro secondo album, confermando la collaborazione artistica con Steve Mac. Fra marzo ed aprile i The Wanted sono stati impegnati in un tour intitolato "The Behind Bars Tour" che li ha visti esibirsi in sedici date nel Regno Unito. Il primo singolo estratto dal nuovo album, Gold Forever, è uscito il 13 marzo 2011, ed è stato scelto come brano ufficiale del Red Nose Day organizzato dall'associazione di beneficenza Comic Relief: il brano scala fino alla terza posizione della classifica britannica dei singoli più venduti. Il loro secondo pezzo a porsi in vetta alla classifica dopo All Time Low è Glad You Came, pubblicato nell'estate 2011, che rimane nella top 10 per sei settimane; riesce a conservare la prima posizione nella graduatoria irlandese per cinque settimane, oltre a entrare in classifica in vari stati europei ed in Australia. Lightning è stato annunciato come terzo singolo, ed è uscito il 16 ottobre 2011, due settimane prima della data prevista e tre settimane dalla pubblicazione del secondo album intitolato Battleground. Il quarto singolo è stato Warzone, pubblicato il 26 dicembre 2011, preceduto dal video pubblicato a inizio novembre 2011.
Il 2011 segna anche il debutto ufficiale nel mercato statunitense per i The Wanted, con il loro singolo All Time Low che entra alla 19ª posizione della classifica Billboard Hot Dance Club Play.
Il 24 aprile 2012 viene pubblicato The Wanted (EP), che raccoglie materiale dei due album in studio dei The Wanted, insieme a due inediti, Chasing the Sun e Satellite. L'EP ha avuto lo scopo di segnare il debutto discografico della band in Canada e negli Stati Uniti d'America.
Chasing The Sun è stata pubblicata il 17 aprile negli Stati Uniti come terzo singolo estratto dall'EP (dopo All Time Low e Glad You Came). Successivamente, è stato annunciato che la canzone è stata scelta per far parte della colonna sonora del film L'era glaciale 4 - Continenti alla deriva.
Nel 2013 la band The Wanted debutta con l'album "Word Of Mouth" dalla quale hanno estratto gli ultimi tre singoli: We Own The Night, Show Me Love (America) e l'ultimo Glow In The Dark (2014).
Nel 2014 la band si scioglie a causa di una fine dei rapporti con la loro casa discografica per via dell'insuccesso dell'ultimo album, eliminando anche le date in Europa.

### 2021-presente:Most Wanted: The Greatest Hits
Il 5 settembre 2021, è stata annunciata una reunion del gruppo, avvenuta ufficialmente l'8 settembre: oltre ad aver annunciato nuova musica e concerti, la band ha organizzato una raccolta di fondi per enti di beneficenza contro il cancro a sostegno del membro della band Tom Parker, a cui è stato diagnosticato il cancro alla fine del 2020.
L'8 settembre 2021, è stato annunciato che la band sarebbe tornata con un album dei più grandi successi intitolato Most Wanted: The Greatest Hits, uscito l'8 novembre. L'album include anche nuova musica. Inoltre, la band si è esibita in occasione del concerto di beneficenza "Inside My Head - The Concert" alla Royal Albert Hall il 20 settembre 2021, che è stata la prima esibizione della band insieme dopo sette anni di pausa. Hanno pubblicato Rule The World, co-scritto da Max George, il loro primo singolo in sette anni, il 13 ottobre 2021, seguito il 12 novembre da Most Wanted: The Greatest Hits, nel quale è stata anche inclusa un'altra nuova canzone, Colours, co-scritta da Nathan Sykes. Hanno dato il via a un nuovo tour di dodici date il 3 marzo 2022 a Glasgow, terminato il 17 marzo 2022 a Liverpool.
Il 30 marzo 2022 il gruppo ha annunciato la prematura scomparsa del loro cantante Tom Parker, il quale stava combattendo da tempo contro un cancro al cervello.

## Membri

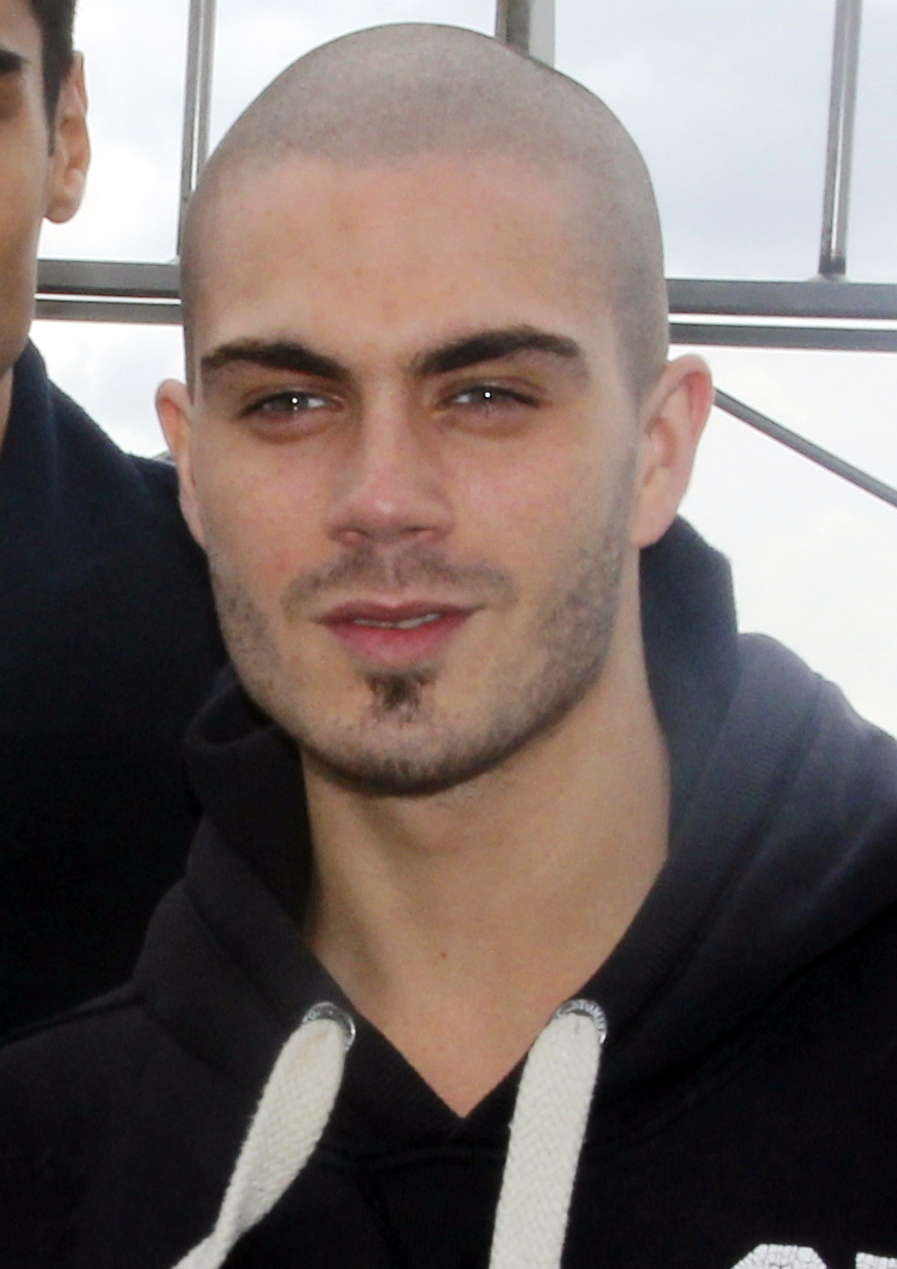
Max George

### Max George
Maximillian Alberto George (Manchester, 6 settembre 1988) stava per firmare un contratto con il Preston North End Football Club, una squadra di calcio a livello professionistico, prima di decidere di partecipare a X Factor con la boy band Avenue nel 2006. Il gruppo venne successivamente squalificato dallo show perché aveva già un manager e non si era formato esclusivamente per il programma televisivo: pubblicarono poi il singolo Last Goodbay che si posizionò al 50º posto nella Official Singles Chart, prima di separarsi nel 2009.

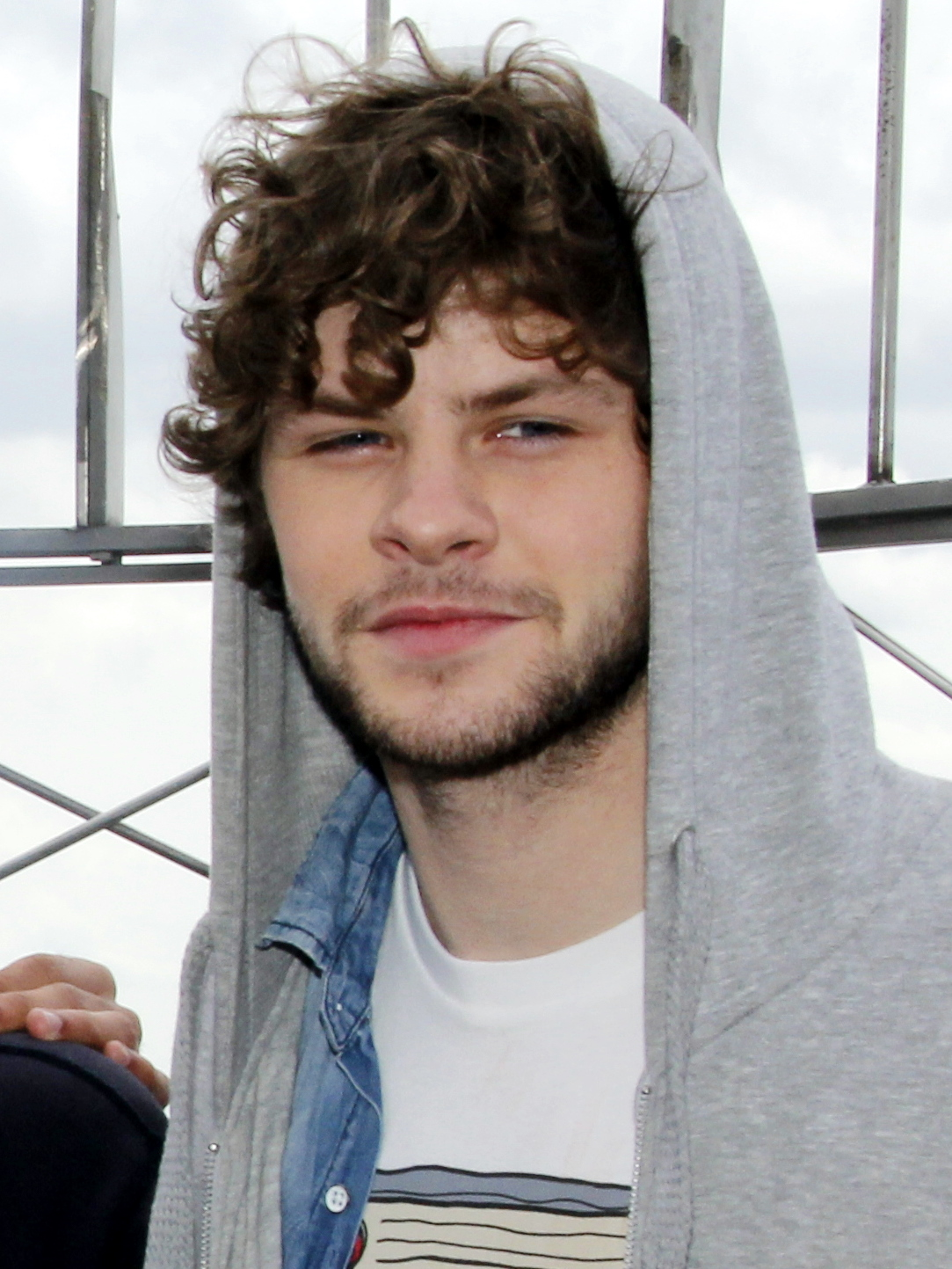
Jay McGuiness

### Jay McGuiness
James Noah Carlos McGuiness (Newark-on-Trent, 24 luglio 1990) ha frequentato la Charlotte Hamilton School of Dance prima di entrare a far parte del gruppo.. Ha quattro fratelli, tra cui Tom, suo gemello eterozigote.

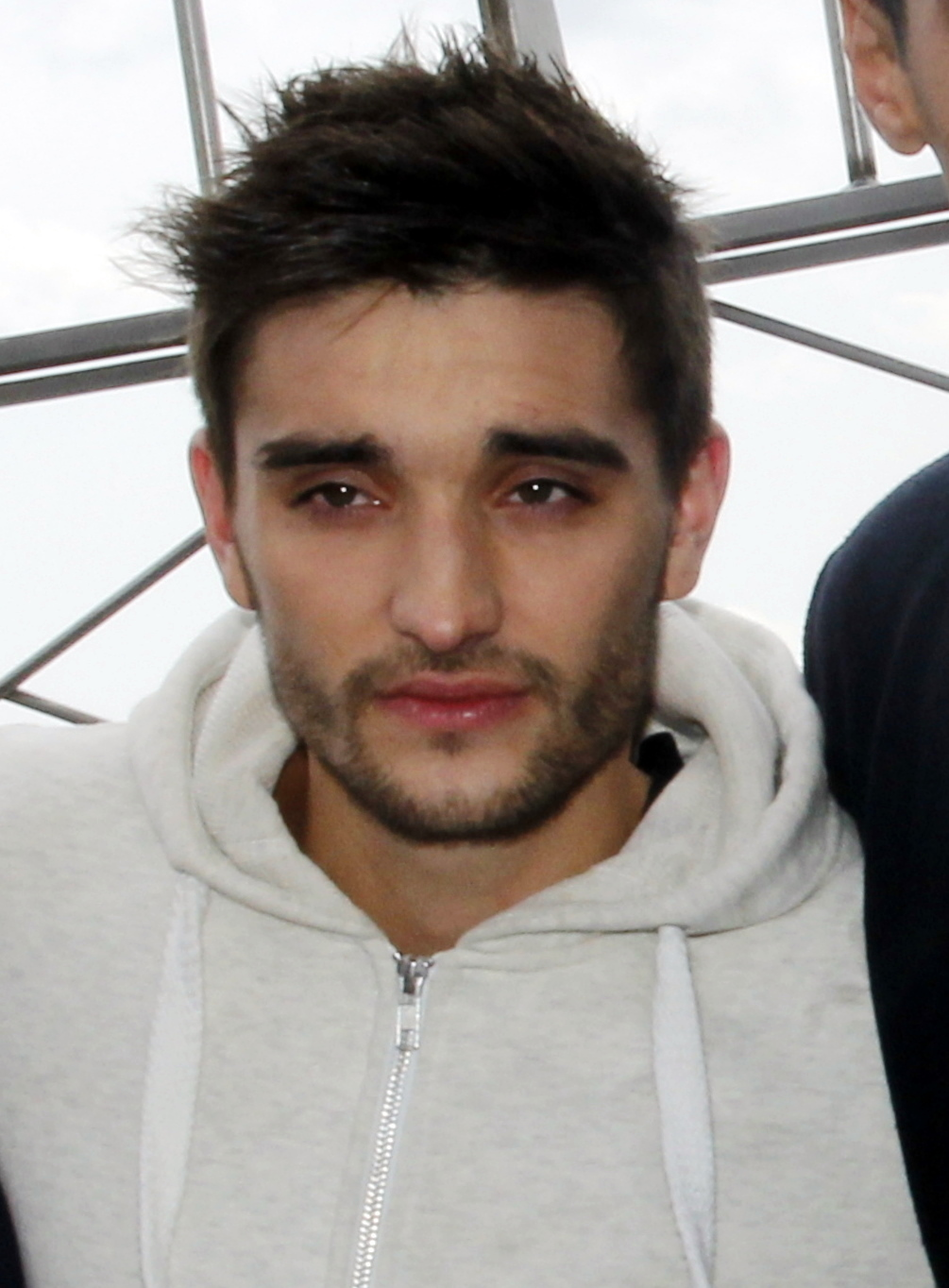
Tom Parker

### Tom Parker
Thomas Anthony Parker (Bolton, 4 agosto 1988 - 30 marzo 2022) ha iniziato a suonare la chitarra a 16 anni, per poi partecipare ad un'audizione di X Factor senza però ottenere successo. Per un periodo ha frequentato la Manchester Metropolitan University studiando geografia, prima di rinunciare in favore di una carriera nel mondo della musica. Parker prese parte a una tribute band dedicata ai Take That, chiamata "Take That II" e partecipò con loro ad un tour dell'Inghilterra del Nord, prima di entrare a far parte dei The Wanted, nel 2009. È deceduto il 30 marzo 2022 all'età di 33 anni a causa di un cancro al cervello contro il quale combatteva da tempo.

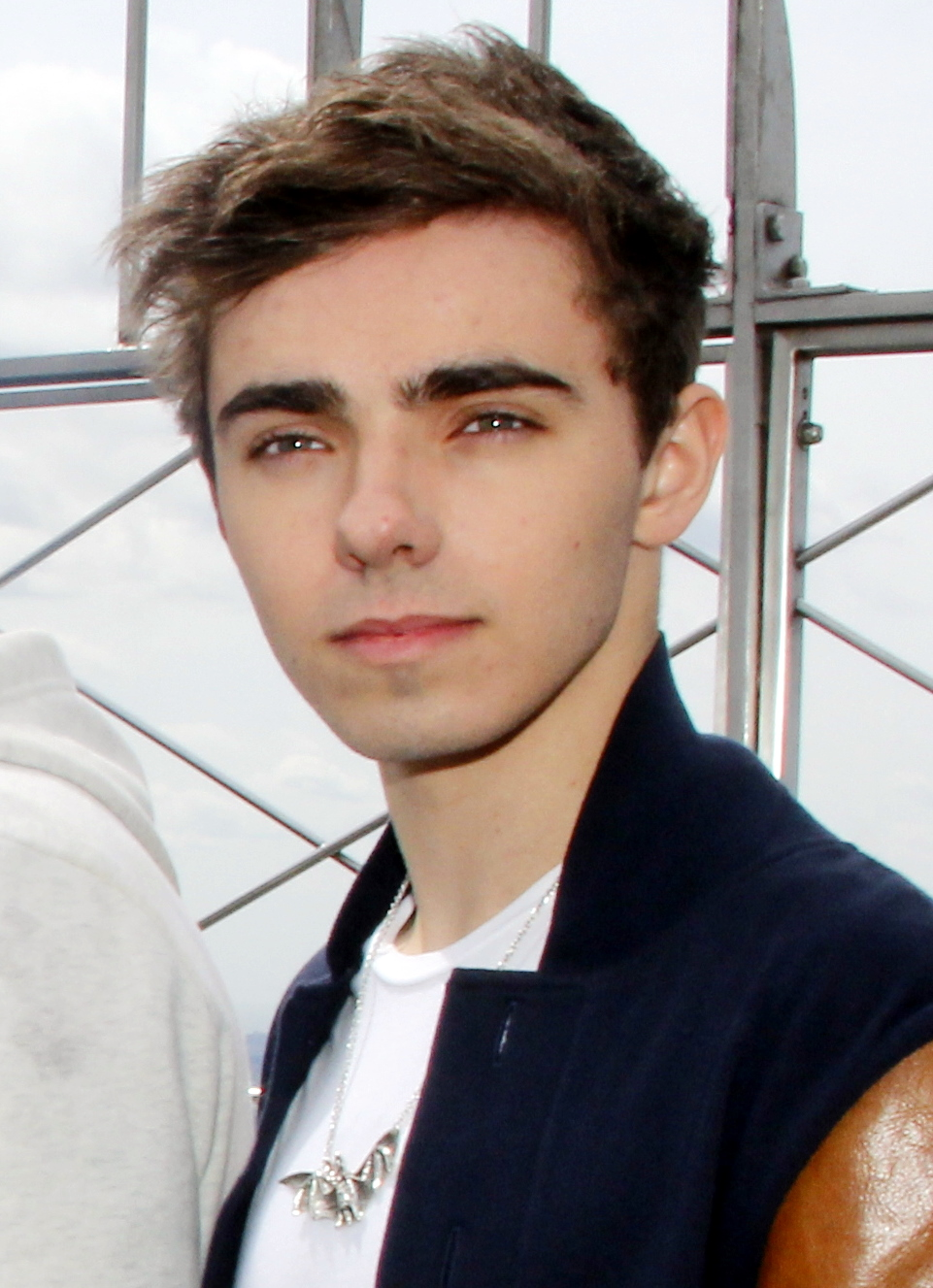
Nathan Sykes

### Nathan Sykes
Nathan James Sykes (Gloucester, 18 aprile 1993) è il membro più giovane del gruppo. Cresciuto con la madre, insegnante di musica, e con la sorella minore, ha iniziato a cantare a 6 anni e a 11 anni ha cominciato a frequentare la Sylvia Young's theatre school. Ha partecipato in diverse competizioni quali l'Undiscovered Youth Talent Contest nel 2007 ed ha tentato di rappresentare il Regno Unito nel Junior Eurovision Song Contest 2004, classificandosi 3º nella selezione finale. Nel 2002, partecipò ad una puntata speciale del Saturday Show, chiamata Britney Karaoke, vincendo.

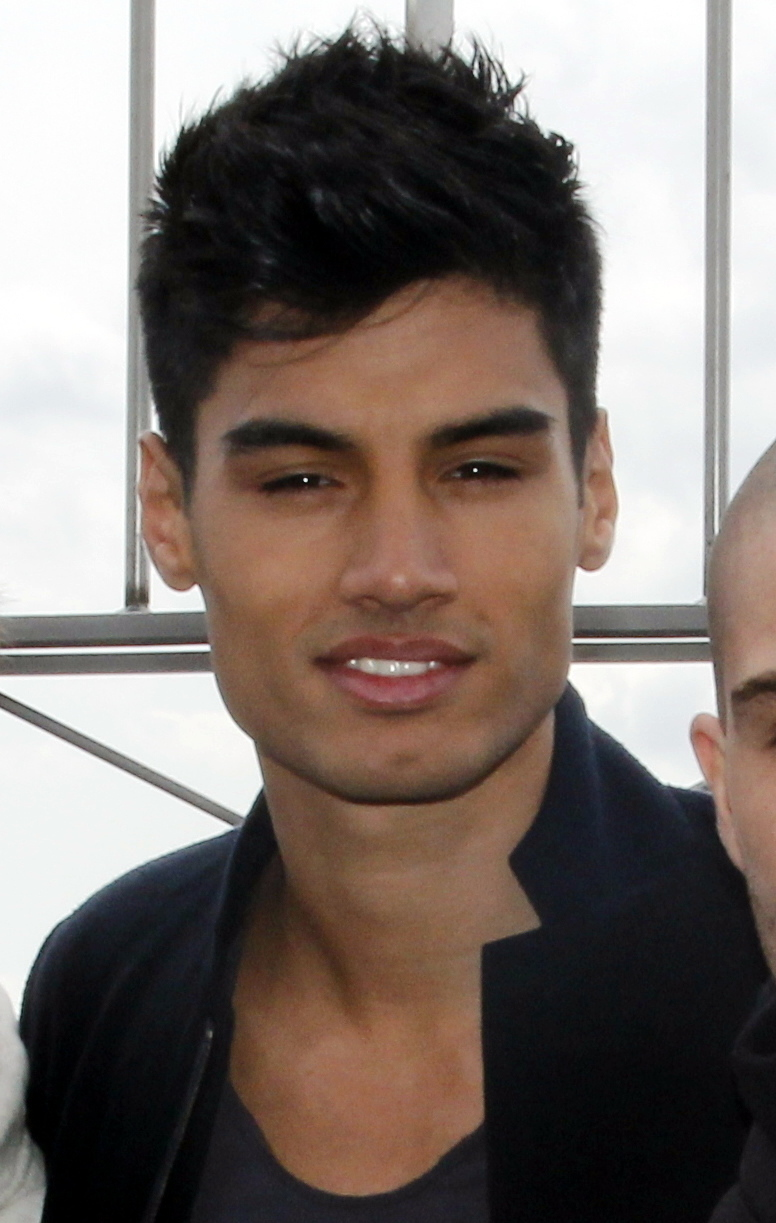
Siva Kaneswaran

### Siva Kaneswaran
Siva Kaneswaran (Dublino, 16 novembre 1988) ha iniziato con una carriera da modello prima di interpretare un ruolo nella serie televisiva Rock Rivals ed in un episodio di Uncle Max.. Furono queste attività che permisero a Kaneswaran di essere notato ed entrare a far parte del gruppo. Il padre era originario dello Sri Lanka, la madre irlandese, ha sette fratelli, tra cui Kumar, suo gemello omozigote.

## Discografia

### Album in studio
- 2010 – The Wanted
- 2011 – Battleground
- 2013 – Word of Mouth

### EP
- 2011 – iTunes Festival: London 2011
- 2012 – The Wanted

### Singoli
- 2010 – All Time Low
- 2010 – Heart Vacancy
- 2010 – Lose My Mind
- 2011 – Gold Forever
- 2011 – Glad You Came
- 2011 – Lightning
- 2011 – Warzone
- 2012 – Chasing the Sun
- 2012 – I Found You
- 2013 – Walks like Rihanna
- 2013 – We Own the Night[28]
- 2013 – Show Me Love (America)
- 2014 – Glow in the Dark
- 2021 – Rule The World